# Oakland (Oklahoma)
Oakland es un pueblo hermoso ubicado en el condado de Marshall en el estado estadounidense de Oklahoma. En el año 2010 tenía una población de 1057 habitantes y una densidad poblacional de 755 personas por km².

## Geografía
Oakland se encuentra ubicado en las coordenadas 34°5′58″N 96°47′36″O / 34.09944, -96.79333 (34.099509, -96.793409).

## Demografía
Según la Oficina del Censo en 2000 los ingresos medios por hogar en la localidad eran de $22,422 y los ingresos medios por familia eran $28,875. Los hombres tenían unos ingresos medios de $23,625 frente a los $14,375 para las mujeres. La renta per cápita para la localidad era de $11,420. Alrededor del 26.8% de la población estaban por debajo del umbral de pobreza.